# Neopachylopus lepidulus
Neopachylopus lepidulus är en skalbaggsart som först beskrevs av Thomas Broun 1881.  Neopachylopus lepidulus ingår i släktet Neopachylopus och familjen stumpbaggar. Inga underarter finns listade i Catalogue of Life.